# Inula ciliaris
Inula ciliaris là một loài thực vật có hoa trong họ Cúc. Loài này được (Miq.) Maxim. mô tả khoa học đầu tiên năm 1879.